# Microgale fotsifotsy
Microgale fotsifotsy är en däggdjursart som beskrevs av Jenkins, Raxworthy och Ronald Archie Nussbaum 1997. Microgale fotsifotsy ingår i släktet långsvanstanrekar, och familjen tanrekar. IUCN kategoriserar arten globalt som livskraftig. Inga underarter finns listade i Catalogue of Life.
Arten förekommer på östra och norra Madagaskar. Den lever i kulliga områden och bergstrakter mellan 600 och 2500 meter över havet. Regionen är täckt av fuktiga skogar.